# LAMENT
『LAMENT』（ラメント）は、2003年10月30日に発売されたI'veのインディーズアルバム。
『I've Girls Compilation』シリーズ第4弾。発売日は2003年10月30日。品番はICD-66007。先行して2003年9月5日に『LAMENT』と『OUT FLOW』と「SEE YOU」プロモーションビデオDVDがセットとなった初回限定盤もリリースされた。当初は第5弾の『OUT FLOW』との2枚組を予定していたが、1枚でもアルバムとして成立していたので、2枚組ではなく2枚同時発売という形になった。前作同様、ソフトウェア取扱い店舗にて販売された。

## 収録曲
1. PREY -Remix-／SHIHO
  - 作詞・作曲・編曲：高瀬一矢
2. SNOW -Album Mix-／島宮えい子
  - 作詞：Studio Mebius／作曲・編曲：高瀬一矢
3. Face of Fact／KOTOKO
  - 作詞：KOTOKO／作曲：C.G mix／編曲：C.G mix、FISH TONE
4. SAVE YOUR HEART -Album Mix-／KOTOKO to 詩月カオリ
  - 作詞：KOTOKO／作曲・編曲：高瀬一矢
5. 遮光 ～かげり～ -Album Mix-／KOTOKO
  - 作詞：KOTOKO／作曲：中沢伴行／編曲：高瀬一矢
  - 原曲バージョンが多年未発表だったが、2020年4月21日発売のボックスセット『KOTOKO's GAME SONG COMPLETE BOX "The Bible"』に収録された。
6. 僕らが見守る未来／詩月カオリ
  - 作詞：KOTOKO（訳詞：wata）作曲・編曲：中沢伴行／コーラス：KOTOKO
7. GREEDY／MOMO
  - 作詞：木内亜矢／作曲・編曲：高瀬一矢／コーラス：島みやえい子
8. Feel in tears／KOTOKO
  - 作詞：KOTOKO／作曲・編曲：高瀬一矢
9. 夏草の線路 -Album Mix-／KOTOKO to 詩月カオリ
  - 作詞：門司／作曲：高瀬一矢／編曲：高瀬一矢、中沢伴行
10. 雨に歌う譚詩曲／Healing leaf
  - 作詞：門司／作曲・編曲：中沢伴行
11. I pray to stop my cry -little sea style-／川田まみ
  - 作詞：KOTOKO／作曲・編曲：高瀬一矢
12. 悲しみの花／MELL
  - 作詞・作曲・編曲：高瀬一矢
13. Lament／KOTOKO
  - 作詞：KOTOKO／作曲・編曲：高瀬一矢

## タイアップ
| 曲名                                     | タイアップ                                                                | 備考（原曲歌唱） |
| ---------------------------------------- | ------------------------------------------------------------------------- | ---------------- |
| PREY                                     | PCゲーム『nightmare4.1』オープニングテーマ                                | 島宮えい子       |
| SNOW                                     | PCゲーム『SNOW』オープニングテーマ                                        | 松澤由美         |
| Face of Fact                             | PCゲーム『BALDR FORCE』オープニングテーマ                                 |                  |
| SAVE YOUR HEART                          | PCゲーム『注射器2』オープニングテーマ                                     | KOTOKO TO AKI    |
| 遮光                                     | PCゲーム『Coda-棘-』オープニングテーマ                                    |                  |
| 僕らが見守る未来                         | PCゲーム『はじらひ』オープニングテーマ                                    |                  |
| GREEDY                                   | PCゲーム『失格医師』オープニングテーマ                                    |                  |
| Feel in tears                            | PCゲーム『Heart of Hearts』オープニングテーマ                             |                  |
| 夏草の線路                               | PCゲーム『Railway 〜ここにある夢〜』オープニングテーマ                    | KOTOKO TO AKI    |
| 雨に歌う譚詩曲                           | PCゲーム『雨に歌う譚詩曲 〜A rainbow after the rain〜』オープニングテーマ |                  |
| I pray to stop my cry -little sea style- | PCゲーム『凌辱痴漢地獄』オープニングテーマ                                |                  |
| 悲しみの花                               | PCゲーム『復讐 -凌辱の刃-』エンディングテーマ                             |                  |